# 蒙托內河

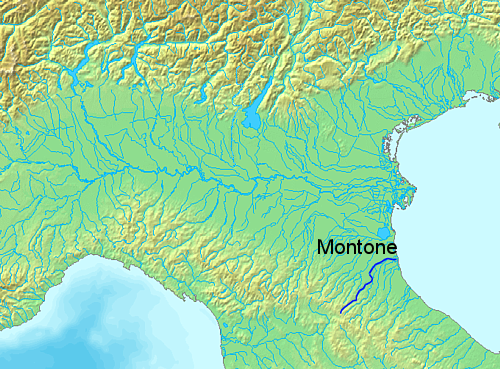

蒙托內河是意大利的河流，位於該國北部艾米利亞-羅馬涅，河道全長90公里，平均流量每秒5立方米，發源自亞平寧山脈，最終注入亞得里亞海。
44°24′N 12°12′E / 44.400°N 12.200°E